# Meio Ambiente da Coreia do Sul
A Coreia do Sul está situada ao norte da linha do Equador (Hemisfério Setentrional); seu território está localizado a leste do meridiano de Greenwich (Hemisfério Oriental) e a nação também pertence à Zona Temperada do Norte, pois está situada entre o Trópico de Câncer e o Círculo Polar Ártico.
Banhada pelo oceano Pacífico, a Coreia do Sul possui extensão territorial de 99.016 quilômetros quadrados, ocupando a porção meridional da Península da Coreia. Seu terreno é montanhoso e o clima é temperado continental.
A Coreia do Sul apresenta excelentes indicadores sociais. O Índice de Desenvolvimento Humano (IDH) sul-coreano é considerado muito alto: 0,877, ocupando o 12° lugar no ranking mundial. A taxa de mortalidade infantil é uma das menores do planeta: 4 óbitos a cada mil nascidos vivos. Outros aspectos positivos são a eficácia do sistema educacional, os serviços de saneamento ambiental e o sistema de saúde.

## Mudanças Climáticas
O termo mudança do clima, mudança climática ou alteração climática refere-se à variação do clima em escala global ou dos climas regionais da Terra ao longo do tempo, afetando o equilíbrio de sistemas e ecossistemas já estabelecidos por muito tempo.
A Coreia tem um clima distinto para as quatro estações. Em geral, o verão na Coreia é úmido e quente, e o inverno é seco e frio. No entanto, o clima de verão, que geralmente dura de junho a agosto, está ficando mais longo e pode durar de maio a setembro. Especialmente no verão, ocorrem condições climáticas extremas, como noites tropicais, tufões e ondas de calor. Recentemente, houve um aumento nos dias consecutivos em que as ondas de calor atingiram temperaturas acima de 33 graus.

### Gases Efeito Estufa
O país está sofrendo de problemas de poluição do ar, como poeira amarela e poeira fina, que aumentaram rapidamente nos últimos anos. Além disso, como a concentração de dióxido de carbono continuou a aumentar, a temperatura média anual também aumentou de forma constante, resultando em climas anormais, como ondas de calor no verão ou frio extremo no inverno. A Coreia é um dos países que mais produzem gases de efeito estufa. Devido à estrutura industrial voltada para a manufatura, as emissões de gases de efeito estufa do uso de energia representam uma grande parcela.
A Coreia está trabalhando ambiciosamente para reduzir as emissões de gases de efeito estufa e se juntar à ação climática global como parte do Acordo de Paris. A meta de redução de emissões do país foi definida em 37% em comparação com o nível Business As Usual, a ser alcançado até 2030. Em 2016, um roteiro que apresenta estratégias detalhadas e ferramentas de política setorial foi estabelecido para atingir essa meta, e, em 2020, o presidente Moon Jae In anunciou que a Coreia se compromete a neutralizar suas emissões de carbono até 2050.
Desde então, o roteiro tem sido atualizado continuamente para garantir que esteja bem alinhado com as últimas tendências em políticas e tecnologias. O roteiro revisado representa uma estrutura de implementação intersetorial e interministerial liderada pelo Ministério do Meio Ambiente.

### Estratégias Setoriais
A meta requer estratégias e ações de mitigação ideais em todos os setores, como:
- Reduzir a participação do carvão na matriz energética atual e aumentar a proporção de energias renováveis em até 20% até 2030;
- Suspender a concessão de licenças para novas usinas movidas a carvão e eliminar as antigas;
- Apoiar a inovação na fabricação, fornecendo fábricas mais inteligentes. O Sistema de Gerenciamento de Energia da Fábrica (Factory Energy Management System, FEMS) pode ser uma das opções;
- Converter em refrigeradores ecológicos para veículos e condicionadores de ar e reproduzir as melhores práticas da indústria em outros setores até 2030;
- Expandir os requisitos de energia zero para todos os novos edifícios e promover a remodelação ecológica para melhorar drasticamente a eficiência energética dos edifícios;
- Fornecer mais veículos eletrônicos e a hidrogênio para o mercado e oferecer mais opções de baixo carbono para transporte público, como redes ferroviárias intermunicipais;
- Reduzir as fontes de resíduos e promover a reciclagem. Colocar a economia circular em prática implementando planos de ação para cada fase do produto, desde a produção até a reciclagem.

## Poluição Atmosférica
A poluição no planeta tem chegado a patamares extremos nas últimas décadas, e o impacto tem sido visto nas mudanças climáticas que têm preocupado cada vez mais o mundo todo. Para ajudar a compreender o que a humanidade tem feito com seu planeta, a NASA, a Coreia do Sul e a Agência Espacial Europeia (ESA) estão trabalhando juntas em uma “constelação virtual” de instrumentos espaciais para documentar a qualidade do ar global, em detalhes sem precedentes.

### China
Muitos sul-coreanos culpam a China pela poluição por causa da disseminação de sua poeira amarela produzida por enormes fábricas e usinas movidas a carvão. A China causa de 30 a 50 por cento da poeira fina na Coreia do Sul em dias normais, mas 60 a 80 por cento nos piores dias.
A China é particularmente culpada quando correntes de ar lentas nos meses mais frios criam condições semelhantes às da fumaça. No entanto, muitos especialistas dizem que a forte dependência da Coreia de usinas elétricas movidas a carvão e óleo diesel também é uma parte importante do problema. Partículas finas de poeira da China, juntamente com poluentes do ar doméstico, contribuem para o aumento na concentração de poluentes no ar coreano. A crescente atividade econômica da China permitiu-lhes queimar uma média anual de 4 bilhões de toneladas de carvão, que por sua vez contribuiu com até 50% das partículas de PM2,5 da Coreia. Isso fica pior com correntes de ar lentas nos meses mais frios, disse o Instituto Nacional de Pesquisa Ambiental em um relatório em 2016. Durante os meses mais frios, crescem os rumores e reclamações sobre a China. Muitas pessoas na Coreia do Sul sofrem de angústia mental e correm o risco de problemas respiratórios por causa da poeira fina que sopra dos desertos ocidentais da China na Coreia do Sul. O transporte de longo alcance de partículas nocivas do sudoeste da China, especificamente Xangai, foi considerado o culpado. Essa estatística só deve piorar com um aumento previsto no número de usinas elétricas movidas a carvão na China.

### Tráfego
Na Coreia do Sul moderna, a combustão de combustível fóssil é o maior contribuinte para a poluição do ar. A Coreia tem recursos mínimos de combustível fóssil e importa apenas 1% de seu suprimento de carvão. O país depende fortemente de energia fóssil, devido à sua economia crescente e à necessidade de fontes de energia, com o petróleo sendo responsável por 38% do fornecimento de energia primária, o carvão 29% e o gás 15%.
Tráfego, fábricas e usinas de energia também contribuem para a poluição. As usinas convencionais queimam combustíveis fósseis para produzir energia e liberar gases perigosos como óxidos e nitrogênio, monóxido de carbono, partículas e hidrocarbonetos no ar.
O número de carros nas estradas está aumentando. Em uma economia de rápido crescimento como a Coreia do Sul, o crescimento das importações e exportações pode aumentar a queima de combustíveis fósseis. Especialmente em grandes cidades como Seul, o aumento da poluição causará mais problemas para os residentes.

### Tempestade de Poeira Asiática
Toda primavera, países do Leste Asiático como Coreia do Sul e Japão são grandes vítimas de enormes tempestades de poeira. As tempestades de poeira são geradas nas regiões desérticas do oeste da China e da Mongólia Interior. Essas tempestades de poeira foram registradas pela primeira vez há 2.000 anos na Coreia do Sul e na China. Os efeitos das Tempestades de Poeira Asiáticas são doenças respiratórias, doenças cardiovasculares, causa de Pinkeye, obstrução de visibilidade e danos a mercadorias. Como resultado, a taxa de mortalidade e os problemas de saúde por doenças respiratórias e cardiovasculares aumentaram em 2002. Essas tempestades também causaram problemas econômicos, onde os danos totalizaram uma estimativa de $ 15,5 bilhões em 2002.

### Metas
A qualidade do ar se tornou um problema de grave preocupação nacional na Coreia recentemente. Nos últimos anos, especialmente nas temporadas de primavera e inverno, a Coreia experimentou um número crescente de dias de baixa qualidade do ar, o que levou a uma crescente preocupação do público com a poluição do ar e lançou uma nova luz sobre as políticas de qualidade do ar.
Respondendo à necessidade de ações urgentes para conseguir ar puro, o governo sul coreano implementa ativamente o "Plano abrangente de gerenciamento de poeira fina" (Comprehensive Plan on Fine dust Management). Com o objetivo de reduzir as emissões de PM2,5 em 35,8% até 2022 em relação ao nível de 2014, espera-se que a concentração anual de PM2,5 diminua para 17 a 18 ㎍/㎥ de 25 ㎍/㎥ e o número anual de dias de baixa qualidade do ar de 64 a 40 para o mesmo período.

### Proteção de Grupos Vulneráveis
Aumentando os esforços para proteger os grupos particularmente vulneráveis à poeira fina, o governo fornece subsídios para fazer os ônibus escolares usarem combustível gás liquefeito de petróleo (GLP) e fornecer purificadores de ar para as escolas. Além disso, designa as áreas onde se concentram creches, escolas e instalações para idosos e os altos níveis de poeira fina são frequentemente relatados como "Zona Limpa" para medidas intensivas tomadas para controlar as emissões, como restringir o uso de veículos a diesel antigos e redução das horas de operação das instalações de emissões.

### Estratégias
O plano estabeleceu uma estrutura sólida para combater a poluição do ar, com foco especial nas quatro principais fontes de poeira fina, geração de energia, indústrias, transporte e ambiente diário.
- Geração de energia: fortalece o controle sobre as emissões de usinas movidas a carvão e aumenta as taxas de penetração de novas energias renováveis;
- Indústrias: Introduzir o "Regulamento de Limite de Poeira" (Dust Cap Regulation) visando instalações de emissão na Área Metropolitana de Seul e aplicar níveis de emissões permissíveis mais rígidos às instalações de negócios;
- Transporte: aplicar padrões de emissão mais rígidos para veículos a diesel, expandindo as restrições de direção de veículos a diesel e incentivando o uso de carros ecológicos;
- Ambiente diário: reduzir a poeira fugitiva das estradas, eliminando incinerações ilegais e reduzindo as fontes de emissão de poeira fina em áreas urbanas e rurais.

### Medidas de Redução de Emergência
Quando altas concentrações de PM2,5 estão previstas para ocorrer ou continuar, o governo toma medidas de emergência para reduzir imediatamente as emissões e proteger as pessoas contra a poluição por partículas prejudiciais. As ações incluem o ajuste dos níveis de operação de usinas termelétricas a carvão, canteiros de obras e instalações de emissão, e proibição de dirigir carros com altas emissões.

## Recursos Hídricos
Recursos hídricos são as águas superficiais ou subterrâneas disponíveis para qualquer tipo de uso de região ou bacias. As águas subterrâneas são as principais fontes de água doce disponíveis, e a análise dos recursos hídricos precisa levar em consideração a relação da água com a sociedade.

### Gestão Integrada Hídricos
Proteger a água limpa em rios e lagos em todo o país e, ao mesmo tempo, garantir o fornecimento estável de água potável para todos é uma importante missão do governo. Em 2018, a Coreia reformou seu sistema nacional de gestão da água, que tinha responsabilidades fragmentadas entre os ministérios, em uma estrutura integrada com o Ministério do Meio Ambiente como autoridade única.
O objetivo da reforma é maximizar a eficiência administrativa na gestão da água, de modo a garantir o uso econômico, equitativo e sustentável dos recursos hídricos limitados do país. De acordo com a nova Lei-Quadro de Gestão da água, a Coreia construirá um Plano Nacional de Gestão (National Water Management Plan) da água a cada dez anos que define metas de política e medidas específicas sobre questões hídricas abrangentes, incluindo qualidade da água, recursos hídricos, desastres hídricos, conflitos e indústria da água.

### Controle da Poluição
Em 2004, a Coreia introduziu o Sistema de Gerenciamento de Carga de Poluição Total da Água (Total Water Pollution Load Management System, TPLMS) no nível da bacia hidrográfica para proteger e melhorar a qualidade da água dos rios em todo o país.
O sistema define metas de qualidade da água para cada bacia hidrográfica, calcula a quantidade de descargas de poluentes para cumprir as metas, aloca descargas permitidas para cada governo local e monitora o cumprimento com base nas medidas especiais, incluindo restrições de desenvolvimento, são tomadas.
A Coreia continua a fortalecer a gestão de efluentes, adotando novos parâmetros e expandindo a aplicação dos padrões para proteger a água limpa dos rios e ecossistemas saudáveis. Nos quatro rios principais da Coreia, 66,4% da poluição vem de fontes difusas que não sejam efluentes industriais e de esgoto de fontes pontuais. Abordagens sistemáticas são tomadas para gerenciar a poluição da água de fonte difusa (Nonpoint Source, NPS), como a designação de Áreas de Controle de NPS e a obrigação legal de instalações de redução de poluição para projetos de desenvolvimento em grande escala.

### Abastecimento de Água[11]
Em décadas de esforços para expandir as instalações de abastecimento de água e a rede de serviços, 99,1% da população total tem acesso ao serviço de abastecimento de água na Coreia, mas ainda há uma lacuna urbano-rural a ser resolvida.
O investimento da Coreia na expansão do serviço de abastecimento de água agora se concentra em vilas rurais e outras áreas vulneráveis[9]. Enquanto isso, uma iniciativa nacional para melhorar as velhas tubulações de água e infraestrutura está em andamento. A rede nacional de água da Coreia está evoluindo para maior estabilidade, segurança e eficiência ao incorporar tecnologias inteligentes, como tratamento automatizado de água e medição e análise em tempo real.

### Prevenção de Desastres[12]
Devido aos impactos das mudanças climáticas, a Coreia está experimentando padrões de chuvas cada vez mais intensos, concentrados e imprevisíveis. Por isso, a Coreia está trabalhando para otimizar o sistema nacional para proteger as pessoas de desastres relacionados à água, fazendo o melhor uso de tecnologias avançadas e redes de informação. Por exemplo, os escritórios de controle de enchentes nos quatro principais rios coletam informações hídricas e meteorológicas, analisam os riscos de enchentes, produzem previsões e emitem alertas de enchentes em tempo real de 60 pontos em todo o país.

### Gestão de Conflitos[11]
Abordar o conflito entre os trechos de fluxos ascendentes e a inferiores e entre as áreas urbanas e rurais tem sido uma preocupação fundamental nas políticas de água da Coreia do Sul. Os instrumentos de política para corrigir a desigualdade incluem a cobrança pelo uso da água que é cobrada pelos usuários de água encanada rio acima e gasta na melhoria da qualidade da água e do bem-estar das comunidades rio abaixo.

## Terra e Resíduos
A Coreia se orgulha de ter implementado o sistema de gerenciamento de resíduos mais avançado do mundo.
Em 1995, um Sistema de Taxa de lixo com Base no Volume (Volume-Based Waste Fee, VBWF) foi introduzido, onde as famílias são cobradas pela quantidade de lixo que jogam fora de cada vez. Isso é medido pelo tamanho do saco de lixo usado. Jongnyangje (종량제), que se traduz literalmente como “pague enquanto joga”, refere-se a sacolas plásticas que precisam ser compradas separadamente para levar o lixo para fora. Se o lixo não for descartado nesses sacos, o catador se recusará a levá-lo por medo de penalização, e o domicílio responsável poderá ser multado em até um milhão de won coreanos, ou cerca de US $ 840.
As sacolas Jongnyangje são codificadas por cores por tipo de lixo e categoria de usuário, com preços nivelados de acordo com o tamanho. Eles custam de cerca de dois centavos a US $ 1,40 por bolsa, o que varia de acordo com o distrito. “Na Coreia, os governos locais são responsáveis por sua própria administração de gerenciamento de resíduos, razão pela qual os tipos de sacolas jongnyangje e seus preços variam tanto”, explica Mihwa Kim, presidente da Rede de Movimento de Resíduos Zero da Coreia (Korea Zero Waste Movement Network, KZWMN), uma ONG que trabalha em estreita colaboração com o Ministério do Meio Ambiente local. “Por exemplo, em Seul, que é a cidade mais cara da Coreia, custa cerca de 100 Won (8 centavos) por litro, enquanto pode custar de 20 a 50 Won em outras cidades.”
“Como essas sacolas são tributadas, os preços mais altos delas estão diretamente relacionados a uma melhor qualidade de vida naquele distrito”, acrescenta Mihwa. “Os impostos para as sacolas jongnyangje vão para o orçamento do governo para tratamento de resíduos.”
O custo de aquisição de sacos de lixo especializados incentiva os cidadãos a reduzir ao máximo a quantidade de resíduos que geram. Depois que o sistema VBWF foi implementado, a produção diária de lixo na Coreia diminuiu em mais de 16% ao longo de 20 anos, o que é notável considerando o aumento da população e do consumo da Coreia durante o mesmo período. As taxas de reciclagem triplicaram, para mais de 60%.
No entanto, a introdução de sacos jongnyangje não resolveu imediatamente o problema de despejo da Coreia. Para não pagar por eles, muitos moradores jogavam o lixo ilegalmente em lixeiras públicas, o que provocava um transbordamento de lixo nas ruas. Como resultado, o governo removeu milhares de latas de lixo públicas, razão pela qual ainda é tão difícil encontrar latas de lixo nas ruas da Coreia hoje - uma reclamação comum entre visitantes estrangeiros. Seul, por exemplo, tem apenas cerca de 1.000 latas de lixo públicas, em comparação com as 23.000 da cidade de Nova York.
Um ano após a introdução do sistema VBWF, o governo coreano também proibiu a incineração e o despejo de resíduos alimentares em aterros, e financiou a construção de 260 fábricas durante um período de 10 anos para transformá-las em ração animal ou fertilizante.
Em 2013, Seul introduziu máquinas de identificação por radiofrequência (radio frequency identification, RFID) para despejar resíduos de alimentos domésticos e instalou 6.000 delas em complexos de apartamentos e outros bairros residenciais em quatro anos. Cada residência recebe um cartão pré-pago com um número de identificação exclusivo, que a máquina faz a varredura quando o lixo é jogado fora para cobrar o dinheiro por peso. Para economizar esses custos, as famílias começaram a secar e fazer compostagem proativa de seus próprios restos de comida, resultando em uma redução de 25% no despejo geral de alimentos.
Agora, com fábricas de ração animal e fertilizantes, bem como máquinas RFID, a Coreia transforma 95% do total de resíduos alimentares do país em ração animal ou fertilizante. “Não há outro lugar que lida com o lixo da maneira que fazemos”, diz Mihwa. “Muitos países, especialmente outros da Ásia como China e Japão, nos visitam para conhecer nossa infraestrutura para que possam aplicá-la como referência em seus próprios países.”
Mas a Coreia do Sul nunca poderia ter se elevado como o maior gestor de resíduos do mundo apenas cumprindo as políticas governamentais. Existem também fatores culturais que aumentam a disposição geral dos coreanos de aderir a essas regras.
O sistema de descarte separado por décadas de duração para resíduos recicláveis e taxas de lixo baseadas em volume para resíduos gerais e alimentares são os dois pilares da gestão de resíduos do país. O esquema de responsabilidade estendida do produtor (Extended producer responsibility, EPR) da Coreia impõe aos fabricantes de produtos a obrigação de coletar e reciclar os resíduos derivados de seus produtos.
Uma restrição cada vez mais rígida é aplicada ao uso de bens de uso único, como copos para bebidas em cafeterias e sacolas plásticas em supermercados.
Metade da quantidade total de resíduos na Coreia vem de canteiros de obras. A exigência legal de uso de agregados reciclados em projetos de construção públicos e privados promove a reciclagem máxima dos resíduos de construção.
Nos últimos anos, políticas para gerenciar recursos ao longo de todo o seu ciclo de vida foram recentemente introduzidas e implementadas com o objetivo de construir uma economia circular onde os recursos são reutilizados e reciclados em vez de acabar em um lixão. As empresas que geram grandes quantidades de resíduos têm uma meta de reciclagem individual a ser cumprida, e os produtos devem ser fáceis de reciclar desde seu estado de design.
Em 2017, cada cidadão coreano descarregava 1,02 kg de lixo doméstico diariamente, apenas um terço da quantidade em 1991. Durante o mesmo período, a taxa de reciclagem de lixo da Coreia aumentou até 86%.

### Metas e Medidas
Na Coreia, como no resto do mundo, o lixo plástico é uma preocupação prioritária e levada muito a sério. Até 2030, a Coreia do Sul pretende reduzir os resíduos plásticos em 50% e reciclar 70% dos resíduos plásticos.
As Medidas Abrangentes de Reciclagem de Resíduos anunciadas em 2018 definem uma série de ações políticas a serem implementadas em cada etapa do ciclo de recursos, desde a produção, consumo, descarte, coleta / separação até a reciclagem.
- Produção: avaliar a reciclabilidade de todos os materiais de embalagem, incluindo garrafas PET, com base na qual os fabricantes pagam as taxas de reciclagem diferentes. Em 2020, todas as garrafas plásticas coloridas de bebidas serão substituídas por transparentes, mais fáceis de reciclar;
- Consumo: introduzir padrões de reciclagem para embalagens postais e de entrega. Aumentar o número e os tipos de negócios que devem evitar o uso de plásticos descartáveis. Em 2022, a Coreia consumirá 35% menos copos e sacolas plásticas do que está usando agora;
- Disposição: ajudar as pessoas a aprender e praticar a maneira certa de separar os recicláveis e despejar resíduos, fornecendo guias fáceis de usar e aplicativos para smartphones. Capacitar governos e comunidades locais para lidar com os próprios resíduos;
- Reciclando: expandir o esquema do Sistema integrado de gestão empresarial (Enterprise Resource Planning, ERP) para incluir mais produtos de plástico. Apoiar a operação estável do mercado de reciclagem por meio do monitoramento de preços de perto e respostas proativas. Além de investir mais em tecnologias inovadoras de reciclagem.

## Ecossistema
Como Parte da Convenção sobre Diversidade Biológica (Convention on Biological Diversity, CBD), a Coreia do Sul está totalmente engajada nos esforços globais para proteger e conservar a biodiversidade.
O Roteiro de Pyeongchang, adotado na CBD COP12 realizada na Coreia em 2014, oferece uma orientação clara e detalhada para as partes sobre como atingir os objetivos e metas da CBD. De acordo com esse roteiro, a Coreia lançou a Iniciativa Bio-Bridge, que visa ajudar as partes a articular suas necessidades e a combinar com o apoio disponível.  
O objetivo central da Iniciativa Bio-Bridge é a promoção e facilitação da cooperação técnica e científica. Isso será alcançado por meio de várias ferramentas e mecanismos, incluindo serviços de helpdesk, uma plataforma online interativa, reuniões e mesas redondas e um pequeno mecanismo de financiamento inicial.
- Helpdesk

Auxilia as partes na articulação de suas necessidades e solicitações de assistência e facilita o atendimento das necessidades ao suporte disponível por meio de parcerias colaborativas.
- Plataforma online interativa para cooperação técnica e científica

Serve como ponto único para acesso a oportunidades e recursos de cooperação técnica e científica, incluindo o formulário online para envio de solicitações de assistência, a lista de fornecedores de cooperação técnica e científica e bancos de dados replicáveis histórias de sucesso ("pontos brilhantes"), boas práticas e tecnologias apropriadas.
- Reuniões e mesas redondas:

Mobiliza organizações internacionais, regionais e nacionais para apoiar a iniciativa na facilitação da cooperação técnica e científica e para catalisar novas iniciativas de cooperação técnica e científica.
- Mecanismo de financiamento inicial:

Fornece financiamento inicial ocasional para catalisar iniciativas de cooperação técnica e científica em tópicos específicos relacionados à biodiversidade.

### Planejamento Territorial Ecológico
A Coreia do Sul introduziu a Avaliação de Impacto Ambiental (Environmental Impact Assessment, EIA) em 1981, que foi projetada para revisar, prever e avaliar os impactos ambientais potenciais de um projeto antes que seu plano seja finalizado, a fim de chegar a medidas para prevenir ou minimizar quaisquer possíveis efeitos adversos que o projeto possa ter sobre o meio Ambiente.
Os tipos de avaliações são: Avaliação Ambiental Estratégica, Avaliação de Impacto Ambiental e Avaliação Breve de Impacto Ambiental. Diferentes tipos de avaliações são conduzidos dependendo do tipo, escala e prazo dos projetos de desenvolvimento para avaliar seus potenciais impactos adversos no meio ambiente.

### Estratégia Nacional de Biodiversidade e Planos de Ação (National Biodiversity Strategy & Action Plans,NBSAPs)
Os NBSAPs, atualizados a cada cinco anos, são o principal instrumento para implementar a CDB. O 4º NBSAPs (2019-2023) da Coreia definiu estratégias e metas detalhadas para a conservação da biodiversidade.
- Reservas naturais:

Áreas ricas em biodiversidade, ou seja, reservas naturais são administradas e protegidas pelo Ministério do Meio Ambiente para sua conservação. No final de 2018, mais de 3.000 áreas foram designadas como áreas protegidas por seus valores ecológicos e o número deve crescer.
- Proteção da vida selvagem:

A Coreia tornou-se parte da Convenção sobre o Comércio Internacional de Espécies Ameaçadas de Fauna e Flora Selvagem (Convention on International Trade in Endangered Species, CITES) em 1993. Mais tarde, em 1997, foi estabelecido um quadro jurídico para melhor proteção da vida selvagem e maior aplicação da lei para impedir a caça ilegal.
A lista de animais selvagens ameaçados de extinção está sendo atualizada regularmente e o número atualmente é de 267 espécies. Em 2018, o Ministério desenvolveu o Plano Integral para a Conservação da Vida Selvagem Ameaçada (Conservation of Endangered Wildlife 2018-2027) com o objetivo de restaurar habitats de vida selvagem ameaçados, bem como suas populações.
- Protocolo de Nagoya:

O Protocolo de Nagoya aplica-se aos recursos genéticos cobertos pela CDB e aos benefícios decorrentes de sua utilização. O protocolo também cobre os conhecimentos tradicionais associados aos recursos genéticos que são cobertos pela CDB e os benefícios decorrentes de sua utilização.
Seu objetivo é a implementação de um dos três objetivos da CDB: a repartição justa e equitativa dos benefícios decorrentes da utilização dos recursos genéticos, contribuindo assim para a conservação e o uso sustentável da biodiversidade.
Após a adoção do Protocolo de Nagoya sobre Acesso e Repartição de Benefícios, o Ministério introduziu a legislação pertinente em 2017. Desde então, o Ministério do Meio Ambiente tem desenvolvido seu mecanismo de implementação para a repartição justa e equitativa dos benefícios decorrentes dos recursos genéticos e sua utilização.
Em março de 2018, foi instituído o Centro de Informações sobre Recursos Genéticos da Câmara de Compensação de Acesso e Repartição de Benefícios (ABSCH), para assessorar nos assuntos técnicos exigidos por lei. O centro abrirá um canal de cooperação multilateral com outros países ricos em recursos genéticos que aumentará ainda mais a competitividade da Coreia na bioindústria.
O centro também servirá como uma plataforma para pesquisas conjuntas público-privadas sobre recursos biológicos valiosos, bem como P&D para tecnologias inspiradas na biomimética.

## Saúde
Em 2008, a Coreia do sul promulgou a Lei de Saúde Ambiental para proteger a saúde pública da poluição ambiental, que foi a primeira abordagem integrada do mundo já tomada em relação aos danos ambientais e seu impacto na saúde humana com foco na prevenção e gestão. Desde então, o Ministério desenvolveu o Plano Diretor de 10 anos para a Saúde Ambiental, ao mesmo tempo que conduz a pesquisa preliminar nacional sobre a saúde ambiental das pessoas, estudo de coorte de nascimentos para crianças e avaliação do impacto na saúde.
O governo também reforçou seu controle sobre as substâncias químicas perigosas freqüentemente usadas e encontradas em creches para crianças e escolas, e forneceu serviços médicos para possíveis danos de poluição aos necessitados.

### Danos e Alívio Ambiental
A Lei de Responsabilidade por Danos Ambientais e Reduções destes entrou em vigor em 2016, com o objetivo de esclarecer a responsabilidade por danos causados pela poluição ambiental e reduzir o ônus das vítimas que antes tinham que provar por si mesmas a causa.
De acordo com a lei, as instalações com alto risco de poluição ambiental devem ter seguro de responsabilidade ambiental para garantir a compensação adequada e oportuna para as vítimas. O Governo oferece alívio às vítimas que estão fora da cobertura de compensação.

### Controle de Amianto
Amianto refere-se a minerais de silicato de ocorrência natural. A Agência Internacional de Pesquisa do Câncer (International Agency for Research on Cancer, IARC) da Organização Mundial da Saúde (OMS) classifica o amianto como carcinogênico para humanos (IARC Grupo I), pois causa mesotelioma maligno ou câncer de pulmão se inalado.
O Ministério declarou o ano de 2007 como o primeiro ano de controle nacional sobre o amianto e desenvolveu o Plano Diretor para a Gestão do Amianto com os ministérios relevantes. O governo coreano proibiu o uso do amianto, seguindo a notificação do Ministério do Trabalho e Emprego de 2008-26. Os tipos azul e marrom de amianto foram proibidos em janeiro de 2000 e o tipo branco foi proibido em janeiro de 2009.
Dentre as políticas para minimizar os riscos à saúde causados pelo amianto estão:
- Aprimoramento de especialização para a análise do amianto

Em 2009, foi formada, pelo Instituto de Pesquisa em Saúde Pública e Meio Ambiente, uma equipe dedicada à pesquisa sobre o amianto. A equipe é completamente equipada com vários dispositivos analíticos de última geração e é credenciada pelo Ministério do Trabalho e Emprego como o primeiro laboratório de testes de amianto entre todos os institutos de pesquisa ambiental e de saúde pública do país. O Instituto também foi credenciado nas áreas de amianto aerotransportado e amianto sólido pelo Instituto Nacional de Padrões e Tecnologia (também conhecido como NIST) dos Estados Unidos em 2010. O Instituto de Pesquisa Ambiental e de Saúde Pública de Seul foi o primeiro instituto asiático a ser reconhecido pelo NIST.
- Amianto em Edifícios

Visando locais de aglomeração de pessoas, como instituições públicas, escolas e universidades, instalações culturais e religiosas e centros médicos e de atendimento a idosos, o governo de Seul começou a coletar amostras de materiais contendo amianto, analisando o nível de exposição, desenhando mapas e escrevendo as conclusões de análise. De acordo com esta avaliação completa de risco à saúde, o governo recomenda a remoção do edifício se os materiais estão seriamente deteriorados ou o reparo em caso de danos mínimos. O prazo para a conclusão da avaliação foi até abril de 2015, e todos os edifícios em uso enquanto a Lei de Controle de Segurança do Amianto estiver em vigor foram intimados a fazê-la.
Outra medida tomada pelo governo de Seul para garantir a segurança do amianto é o mapa do amianto, que é elaborado com resultados de testes de 2.007 edifícios de propriedade da cidade desde 2009. A cidade também realiza uma avaliação de risco à saúde, e os resultados são divulgados online. A mesma avaliação agora é realizada duas vezes por ano em edifícios contendo amianto.
- Amianto em estações de metrô e passagens subterrâneas

Dada a importância do metrô na vida dos moradores de Seul, manter as estações de metrô livres do risco de amianto é extremamente crucial. Conseqüentemente, o governo implantou uma série de medidas para estudar e ordenar a remoção do amianto quando necessário. Uma avaliação em 120 estações de metrô operadas pelo Seoul Metro em 2009 detectou amianto em 115 estações. Desde então, o material nocivo foi completamente removido de 94 estações, e as 21 restantes devem passar por projetos de remoção em breve. Outra operadora de metrô, Urban Railway Corporation também conduziu a mesma avaliação em 245 estações e descobriu que 25 estações e edifícios continham amianto. O prazo para a remoção completa do amianto das referidas estações foi até 2015. A avaliação foi realizada em lojas na passagem subterrânea e foi descoberto que 29 das instalações subterrâneas continham amianto. Desde então, todas elas já removeram o material nocivo.
- Remoção de telhados de ardósia e amianto

Para responder à demanda pública, o governo de Seul estabeleceu um plano de remoção de telhados de ardósia com base em sua extensa pesquisa sobre o nível de deterioração de todos os telhados de ardósia e a vontade do proprietário de substituí-los. Após uma execução piloto em 2012, o governo municipal está implementando o plano gradualmente em toda a cidade. Em particular, Seul está trabalhando atualmente na remoção de todos os telhados de ardósia quebrados de habitações de comunidades carentes.
- Apoio às vítimas do amianto

O governo de Seul compensou as vítimas que foram expostas a um alto nível de amianto enquanto trabalhavam em minas ou fábricas como uma forma de ajudar as vítimas e também suas famílias. Até agora, 223 vítimas receberam KRW 5,3 bilhões.

### Qualidade do Ar Interno
O Ministério gerencia a qualidade do ar interno de instalações públicas, habitações multifamiliares recém-construídas e transporte público de acordo com a Lei de Controle de Qualidade do Ar Interno. A lei define os níveis permitidos dos principais poluentes, como PM, formaldeído e radônio. Quase 40.000 instalações públicas são regulamentadas por esta lei a partir de 2018.
Medidas de qualidade do ar interno personalizadas:
- Sistema de certificação de ar interno limpo

O Sistema de Certificação de Ar Interior Limpo foi projetado para encorajar indivíduos ou entidades poluidoras do ar a reduzir voluntariamente a poluição. Pelo sistema, as instalações que apresentam bom desempenho no gerenciamento da qualidade do ar interno recebem um certificado, que serve para trazer uma maior conscientização sobre o ar interno. Uma instalação que se qualifica para o certificado tem direito à inspeção gratuita da qualidade do ar interno por 2 anos, e os nomes dessas instalações são publicados no site, dando-lhes publicidade.
- Serviço de consultoria sob medida

Comprometido em manter o ar interior de Seul limpo e agradável, o governo de Seul oferece um serviço de consultoria gratuito para uma variedade de instalações, incluindo aquelas onde as populações sensíveis à saúde, como crianças e mães, utilizam. Profissionais designados pelo governo realizam visitas às instalações, investigam e analisam com a situação para fornecer soluções personalizadas para o problema identificado.
Os consultores inspecionam seis substâncias: poeira fina, CO2, dióxido de carbono, formaldeído, compostos orgânicos voláteis, monóxido de carbono e temperatura/umidade. Com base na ampla inspeção, os consultores qualificados fornecem soluções específicas e detalhadas para resolver problemas exclusivos de cada instalação.
- Exame do nível de poluição

Um distrito administrativo pode solicitar ao Instituto de Saúde Ambiental o exame de uma instalação específica quanto à conformidade com o nível de poluição do ar interno. Se a não conformidade for detectada pelo exame, a instalação pode receber uma penalidade e ordens corretivas.
- Controle de radônio em estações de metrô

O radônio é um gás radioativo que ocorre naturalmente. A exposição a longo prazo ao radônio pode levar ao câncer de pulmão. Os níveis de radônio aumentam durante o inverno devido à ventilação insuficiente, representando uma ameaça potencialmente perigosa à saúde. Para resguardar a saúde dos cidadãos, o Instituto de Saúde Ambiental mede regularmente os níveis de radônio nas estações de metrô, uma vez que elas são usada com frequência por muitas pessoas. Além disso, as estações cujos níveis de radônio são identificados como altos, são designadas como zona de atendimento especial. Outra ferramenta útil criada pelo Instituto é o Mapa de Radônio, que fornece informações sobre os níveis de radônio em Seul.
- Divulgação pública de dados de qualidade do ar interno

O Governo Metropolitano de Seul abriu o Sistema de Gerenciamento do Ambiente Interno, uma versão atualizada e mais abrangente do Sistema de Informação de Gerenciamento do Amianto anterior. O novo sistema online fornece informações detalhadas sobre o amianto e a qualidade geral do ar interno. Os visitantes podem verificar os dados relacionados à qualidade do ar de todas as instalações de uso público regidas pela lei. Eles também podem aprender sobre a melhor forma de manter o ar interno limpo neste sistema. O sistema inovador é uma ferramenta eficaz para motivar os gestores das instalações e os cidadãos a estarem mais conscientes da qualidade do ar interior e, assim, voluntariamente tomarem medidas para melhorar.

### Produtos Químicos
A Coreia do Sul fez cumprir a emenda da Lei de Registro e Avaliação de Substâncias Químicas (também conhecida como K-REACH) e da Lei de Segurança de Produtos Químicos e Biocidas de Consumo (também conhecida como K-BPR) em 2019, para evitar outro acidente com umidificador desinfetante e garantir a segurança química na vida diária.
Sob a K-REACH, qualquer pessoa que produz, importa ou vende uma substância química de integração progressiva ou pelo menos uma tonelada por ano de uma substância química de integração progressiva deve informar e registrar os usos, a quantidade, etc. das substâncias para o Ministério do Meio Ambiente todos os anos.
A K-BPR foi promulgada em 30 de março de 2018 e entrou em vigor em janeiro de 2019. Essa lei, que é substancialmente semelhante ao Regulamento de Produtos Biocidas da União Europeia (BPR), impõe padrões de segurança e rotulagem para certos produtos químicos de consumo e exige que os fabricantes e importadores de produtos biocidas obtenham aprovação do Ministério do Meio Ambiente para o uso de biocidas.
De acordo com o princípio “Sem Dados, Sem Mercado”, o Governo deve assegurar todas as informações relevantes sobre os perigos dos produtos químicos antes de sua liberação no mercado. A segurança de biocidas, como desinfetantes umidificadores, em particular, é totalmente verificada e aprovada pelo Ministério do Meio Ambiente antes de serem vendidos aos consumidores.

### Acidentes Industriais
De acordo com a Lei de Segurança e Saúde Ocupacional, “acidentes industriais” são definidos como a morte, lesão ou doença de funcionários causadas por estruturas, equipamentos, matérias-primas, gás, vapor, pó, poeira, etc. relacionados às suas funções, enquanto os acidentes industriais de maior gravidade são separadamente definidos como “acidentes graves”.
Para prevenir esses acidentes industriais, os donos de empresas são obrigados a, sem limitação, estabelecer um sistema de gerenciamento de segurança e saúde, adotar medidas de segurança e saúde, implementar medidas de proteção contra máquinas e instrumentos nocivos ou perigosos, conduzir inspeções periódicas de segurança, fazer medições do ambiente de trabalho, realizar exames médicos dos funcionários, educá-los em relação a saúde e segurança, preparar e manter fichas de segurança de materiais, fixar placas sobre segurança e saúde, além de notificar as autoridades sobre acidentes industriais.
Após o acidente de vazamento de ácido fluorídrico em 2012, o governo promulgou a Lei de Controle de Produtos Químicos para melhorar a prevenção e a resposta emergencial de acidentes químicos.
A lei inclui disposições sobre permissão comercial para substâncias perigosas, análise de consequências fora do local e plano de gerenciamento de risco. De acordo com a lei, o Ministério construiu o Sistema de Informação de Resposta a Acidentes Químicos (Chemical Accident Response Information System, CARIS) para prever efetivamente a extensão dos danos e compartilhar medidas de controle de desastres em caso de acidentes químicos.

## Sustentabilidade
Sustentabilidade é a capacidade de sustentação ou conservação de um processo ou sistema. A palavra sustentável deriva do latim sustentare e significa sustentar, apoiar, conservar e cuidar. O conceito de sustentabilidade aborda a maneira como se deve agir em relação à natureza.
Apesar de o debate sobre sustentabilidade no cenário internacional ter-se iniciado em um conceito “puramente” ecológico, ele logo evoluiu para uma abordagem sócio-econômica. O relatório de Brudtland da Comissão Mundial das Nações Unidas de Meio-Ambiente e Desenvolvimento de 1987 representou um marco importante para a conceitualização de sustentabilidade, apresentando uma distinção entre “desenvolvimento nacional” e “crescimento”. Assim, a busca pelo crescimento sustentável de um país tornou-se prioridade em agendas de desenvolvimento nacional e internacional.
A trajetória de desenvolvimento da Coreia do Sul é caracterizada não somente pelo seu rápido crescimento econômico, mas também pela redução da pobreza e da desigualdade, além da transição para um governo democrático. O governo sul-coreano comprometeu-se oficialmente com o desenvolvimento sustentável do país em 1992, no Earth Summit das Nações Unidas, levando ao Plano Nacional de Ação para a Implementação da Agenda do Rio em 1996, e à Comissão Presidencial Nacional para o Desenvolvimento Sustentável nos anos 2000.

### Objetivos Nacionais de Desenvolvimento Sustentável

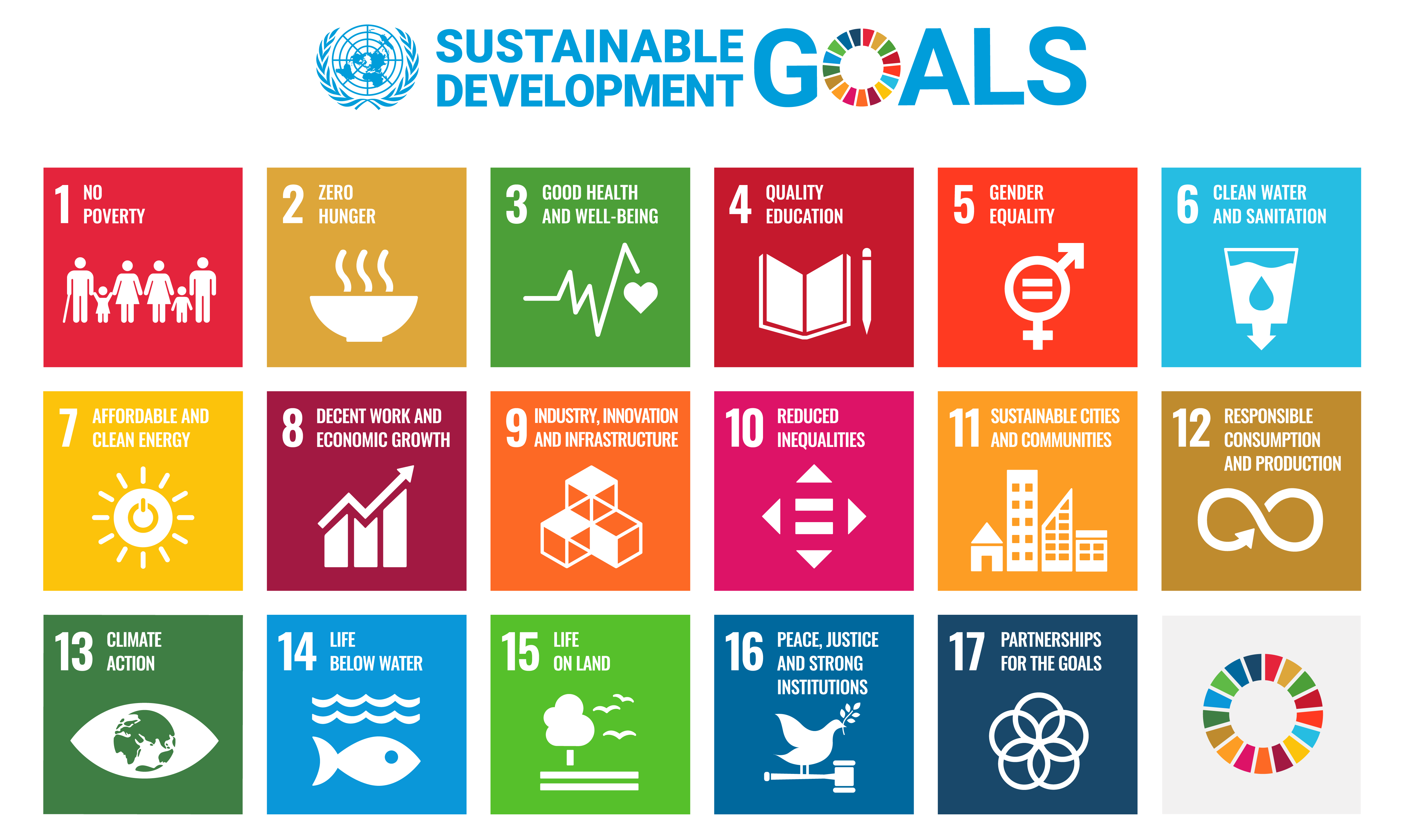

O rápido crescimento econômico da Coreia do Sul ao longo do último meio século veio à custa de muitos valores sociais e ambientais: desigualdade de renda, piora da qualidade do ar e falta de empregos decentes. Diante desses desafios, o país passou a acompanhar a tendência global de crescimento inclusivo e se comprometeu a cumprir a Agenda 2030 para o Desenvolvimento Sustentável (Objetivos de Desenvolvimento Sustentável, ODS), aprovada na Assembleia Geral da ONU de 2015.
O processo para alinhar os valores sustentáveis globais em suas próprias políticas nacionais já começou. A fim de devidamente monitorar e avaliar a implementação das ODS de uma perspectiva nacional ampla, diferentes órgãos do governo sul-coreano atuam em conjunto para oferecer uma perspectiva ampla de análise. O Ministério das Relações Exteriores, o Ministério do Meio Ambiente, o Estatísticas da Coreia e o Escritório para Coordenação de Políticas Públicas do Governo realizam esforços conjuntos para a contínua implementação das ODS nas políticas governamentais.
Em 2018, o governo desenvolveu ODS coreanos, ou seja, K-ODS, para enfrentar os desafios únicos do país da maneira mais direcionada às circunstâncias locais, como baixa taxa de natalidade, polarização de renda, poluição do ar por transporte e paz na Península Coreana. Os K-SDGs têm 17 objetivos, 122 metas e 214 indicadores, e foram desenvolvidos a partir de uma análise bottom-up, levando em consideração processos de consenso locais e não dependendo somente de avaliações governamentais.

### Governança para o Desenvolvimento Sustentável[23]
O estabelecimento das K-ODS foi um processo participativo introduzido para envolver o governo, a sociedade civil e especialistas acadêmicos. Há 14 grupos de partes interessadas, ou seja, K-MGoS, representando diversos segmentos da sociedade, como mulheres, pessoas com deficiência e jovens, que participaram ativamente das consultas para o desenvolvimento de K-SDGs.
Os K-ODS foram formalmente confirmados após a Reunião de Gabinete do dia 24 de Dezembro de 2018. O governo sul-coreano se comprometeu a atingir os objetivos publicados até 2030 em todos os setores econômicos, sociais e ambientais do governo. Alguns dos objetivos que foram considerados mais críticos na agenda são: pronta resposta a doenças crônicas, resposta às taxas baixas de natalidade, desenvolvimento de materiais alternativos para o uso de plástico, e o estabelecimento de um regime de paz entre a Coreia do Norte e a Coreia do Sul.
A Comissão de Desenvolvimento Sustentável e o Governo publicarão relatórios nacionais sobre sustentabilidade a cada dois anos com base nos ODS-K. Além disso, o governo procura alinhar as dimensões local, nacional e global da agenda 2030, adotando indicadores críticos de monitoramento e avaliação selecionados pelos grupos de trabalho responsáveis pela formação da agenda.

## Relações Internacionais[24]
Muitos problemas ambientais ultrapassam as fronteiras nacionais e resolvê-los requer cooperação transnacional. A Coreia do Sul construiu parcerias ambientais bilaterais e multilaterais com países vizinhos para enfrentar conjuntamente os desafios ambientais regionais, como a poluição transfronteiriça. Nas últimas duas décadas, desde 1999, o Encontro Tripartite de Ministros (Tripartite Environment Ministers Meeting, TEMM) do Meio Ambiente entre Coreia, China e Japão tem servido como a plataforma de cooperação ambiental de mais alto nível no Nordeste Asiático. O Plano de Ação Conjunta do TEMM 2015-2019 definiu nove áreas prioritárias, incluindo ar, água, resíduos, mudanças climáticas e economia verde, sob a qual trinta e sete programas oficiais foram realizados na forma de diálogo político, pesquisa conjunta, treinamento / educação e piloto projeto.
O Ministério do Meio Ambiente tem continuado sua participação de alto nível em reuniões e conferências ambientais bilaterais e multilaterais para o compartilhamento de conhecimento com o resto do mundo. O Ministério também tem oferecido inúmeras oportunidades de treinamento para funcionários de países em desenvolvimento para sua capacitação. Além disso, por meio do Fundo Verde para o Clima (Green Climate Fund, GCF) com sede na Coreia, o Ministério está patrocinando os países em desenvolvimento na preparação de suas propostas de projetos do GCF. Desde a sua primeira assinatura do acordo em 1987, o Ministério assinou 14 acordos e 419 MOUs com entidades governamentais e organizações internacionais até agora. As áreas de cooperação sob os acordos e MOUs são extensas: cooperação ambiental geral, biodiversidade, água, intercâmbio de pessoal e tecnologia, clima e ar, resíduos, etc.
Mais recentemente, a Coreia do Sul assumiu a liderança, incluindo um capítulo ambiental em todos os seus Acordos de Livre Comércio após a assinatura do Acordo Coreia-EUA. (KORUS) em 2012. O caso da Coreia é especialmente interessante porque um capítulo ambiental foi consistentemente incluído nos FTAs da Coreia, independentemente de seus parceiros de Acordo de Livre Comércio em cada caso serem países em desenvolvimento ou desenvolvidos. O país está especialmente interessada em apresentar uma imagem de si mesmo como um líder ambiental para a comunidade global, promovendo uma estratégia de crescimento verde como uma prioridade doméstica e anunciando metas voluntárias ousadas para redução de emissões na governança da mudança climática. A estratégia de crescimento verde da Coreia do Sul pavimentou o caminho para "melhorar a imagem e a reputação significativamente" durante a administração de Lee Myung-bak (2008-2013).
Embora a Coreia do Sul tipicamente ratifique acordos internacionais sobre proteção ambiental, ela não tende a tomar iniciativas nessa área, e os acordos não desempenham um papel importante nas decisões políticas internas. O país ratificou o Acordo de Paris de 2015 em 3 de novembro de 2016 e hospeda o Global Green Growth Institute e o Green Climate Fund (GCF). Em outubro de 2019, o presidente Moon prometeu dobrar a contribuição da Coreia para o GCF. Em 2018, o governo anunciou que as emissões de gases de efeito estufa da Coreia atingiriam o pico em 2020. Embora o governo Moon tenha mostrado mais ambição com relação à redução de emissões do que em outras áreas de proteção ambiental, os desafios continuam substanciais.
A Coreia é o sétimo maior emissor mundial de emissões de dióxido de carbono e o décimo segundo maior em relação às emissões totais de gases do efeito estufa. Foi anunciado oficialmente que o país tentará cortará suas emissões até 2030 para um nível 37% abaixo da tendência business-as-usual, o que significa um aumento de 81% em relação aos níveis de 1990.
Para atingir essas metas, o governo lançou vários programas de redução de emissão de gases, incluindo um sistema de comércio de emissões para setores-chave, um plano de construção verde, um sistema de incentivos de apoio a veículos elétricos e híbridos e medidas de apoio ao transporte público ecologicamente correto. Infelizmente, de acordo com o Climate Action Tracker (CAT), é improvável que a Coreia do Sul, de acordo com as políticas atuais, cumpra sua meta de contribuição determinada nacionalmente, que o CAT já classifica como "altamente insuficiente". De fato, de acordo com as projeções atuais, as emissões da Coreia serão mais de 150% acima dos níveis de 1990 em 2030. A administração Moon - como os governos anteriores - não atribui uma prioridade particularmente alta às suas responsabilidades ambientais globais. Em vez de articular uma estratégia abrangente para uma transição para uma sociedade neutra em carbono, o governo foi rápido em ceder às demandas populistas por preços baixos de eletricidade e combustível.
Recentemente, ONGs ambientais internacionais pressionaram o governo da Coreia a parar de financiar a produção de carvão em países em desenvolvimento como a Indonésia. A Coreia é o segundo maior investidor do mundo no mercado global de financiamento de carvão, atrás da China. Embora o país tenha ratificado a Convenção sobre Biodiversidade, a proteção da biodiversidade tem desempenhado um papel importante no planejamento de novos empreendimentos industriais ou habitacionais.
1. ↑  «Coreia do Sul». Mundo Educação. Consultado em 5 de dezembro de 2020
2. ↑  «Climate Change». www.un.org (em inglês). 11 de janeiro de 2016. Consultado em 5 de dezembro de 2020
3. 1 2  «South Korea: annual average temperature 2019». Statista (em inglês). Consultado em 5 de dezembro de 2020
4. ↑  «Latest news from around the world | The Guardian». the Guardian (em inglês). Consultado em 5 de dezembro de 2020
5. ↑  «NASA, ESA e Coreia do Sul permitirão acompanhar a poluição da Terra a cada hora». Canaltech. 10 de março de 2020. Consultado em 5 de dezembro de 2020
6. ↑  «South Korea smothered in Chinese air pollution». UPI (em inglês). Consultado em 5 de dezembro de 2020
7. ↑  «Climate Central: A Science & News Organization». www.climatecentral.org (em inglês). Consultado em 5 de dezembro de 2020
8. ↑  Hermes, Jennifer (5 de janeiro de 2012). «How Traffic Jams Affect Air Quality». Environment + Energy Leader (em inglês). Consultado em 5 de dezembro de 2020
9. ↑  Kim, Moon Joon (12 de dezembro de 2019). «The effects of transboundary air pollution from China on ambient air quality in South Korea». Heliyon (12). ISSN 2405-8440. PMC 6926254. PMID 31890944. doi:10.1016/j.heliyon.2019.e02953. Consultado em 5 de dezembro de 2020
10. ↑  Educacao, Portal. «Portal Educação - Artigo». siteantigo.portaleducacao.com.br. Consultado em 5 de dezembro de 2020
11. 1 2 3  LEE, Namsoo (2019). «Water Policy and Institutions in the Republic of Korea». Asian Development Bank Institute
12. 1 2  KIM; MOON; PARK; SHIN, Hwa Young; Jiyoung; Yonghyo; Cheolkyun (2018). «Water Resources Management
in the Republic of Korea - Korea's challenge to flood & drought with multi-purpose dam and
multi-regional water supply system.». Inter-American Development Bank zero width space character character in |título= at position 154 (ajuda)
13. 1 2  «South Korea: The Future Of Trash | Atmos». atmos.earth (em inglês). Consultado em 5 de dezembro de 2020
14. ↑  «Convention on Biological Diversity: The Bio-Bridge Initiative». www.cbd.int (em inglês). Consultado em 5 de dezembro de 2020
15. ↑  «EIA (Environmental Impact Assessment) | Korea Environment Corporation». EIA(EnvironmentalImpactAssessment) (em inglês). Consultado em 5 de dezembro de 2020
16. ↑  Unit, Biosafety (9 de junho de 2015). «About the Nagoya Protocol». www.cbd.int (em inglês). Consultado em 5 de dezembro de 2020
17. ↑  Seoulsolution (20 de junho de 2015). «Asbestos Control : Protecting Citizens Against Asbestos». 서울정책아카이브 Seoul Solution (em inglês). Consultado em 5 de dezembro de 2020
18. ↑  Seoulsolution (20 de junho de 2015). «Indoor Air Quality Control at Public Use Facilities : Clean Air for All». 서울정책아카이브 Seoul Solution (em inglês). Consultado em 5 de dezembro de 2020
19. 1 2  Lee; Lee, Ko-Jay Junyong; Kim, Sangmin; Seol, Tong Keun. «Environmental law in South Korea | Lexology». www.lexology.com (em inglês). Consultado em 5 de dezembro de 2020
20. ↑  «Sustentabilidade: o que é, tipos e exemplos». Toda Matéria. Consultado em 5 de dezembro de 2020
21. ↑  «CONCEPTS AND ISSUES OF SUSTAINABILITY IN COUNTRIES IN TRANSITION - AN INSTITUTIONAL CONCEPT OF SUSTAINABILITY AS A BASIS FOR THE NETWORK (Antonia Lütteken and Konrad Hagedorn)». www.fao.org. Consultado em 5 de dezembro de 2020
22. 1 2  «Republic of Korea .:. Sustainable Development Knowledge Platform». sustainabledevelopment.un.org. Consultado em 5 de dezembro de 2020
23. 1 2  KWON, Yul (2019). «Sustainable Development Goals (SDGs) and Challenges for Korea» (PDF). Korea Institute for International Economic Policy
24. ↑  «International-Relations». eng.me.go.kr. Consultado em 5 de dezembro de 2020
25. ↑  «South Korea Aims for Environmental Leadership Through Green Free Trade Agreements». thediplomat.com (em inglês). Consultado em 5 de dezembro de 2020
26. ↑  Stiftung, Bertelsmann. «SGI 2018 | South Korea | Environmental Policies». www.sgi-network.org (em inglês). Consultado em 5 de dezembro de 2020